# Gyógyszertechnológia
A gyógyszertechnológia a gyógyszerkészítéssel és gyógyszergyártással foglalkozó gyógyszerészeti tudományág.
A gyógyszerkészítés története egyidős az emberiséggel. Az őskortól kezdődően máig halmozódik az a kezdetben tapasztalati, később a tudományos kutatásokkal szerzett hatalmas ismeretanyag, amire a korszerű gyógyszeres terápia épül. Napjainkban a gyógyszerfejlesztés célirányos, ütemezett, tudományos megalapozottságú tevékenységek összessége, melynek célja a terápia tökéletesítése és a gyógyszeres kezelés biztonsága. Az utóbbi években  a kémiai alapú hatóanyag-kutatás mellett a biológiai gyógyszerek és a hatóanyag leadó rendszerek kutatása és fejlesztése egyre nagyobb szerepet tölt be.

## A gyógyszertechnológia és a biofarmácia kapcsolata
A hatóanyag terápiás hatásának biofarmáciai alapú tökéletesítése, jelentősen kibővítette a gyógyszeres kezelés lehetőségeit. Nemcsak azáltal, hogy kevesebb mellékhatással, a dózis, és a mellékhatások csökkentésével javíthatóvá vált a gyógyszeres kezelés hatékonysága és elviselhetősége, hanem lehetőség nyílt a hatás kialakulásának, a hatóanyag plazmaszint lefutásának és a gyógyszerhatás térben és időben történő szabályozására is. Ezek a készítmények a nemzetközileg elfogadott Drug Delivery System, DDS nevet kapták, amelyek a terápiás hatás tervezhetőségét, optimalizálását tették lehetővé. Jellemző tulajdonságuk a biokompatibilitás, mivel az adagolási forma, a dózis, a hatóanyag-leadás helye és sebessége, a plazmaszint és az alkalmazott segédanyagok szempontjából is jobban képesek alkalmazkodni az élő szervezethez. Széles határok között, biztonságosan változtatható kioldódási profiljaiknak, hatóanyag-leadási mechanizmusuknak, programozhatóságuknak köszönhetően, alkalmassá váltak folyamatos és szakaszos leadású, gyorsított, nyújtott, késleltetett, továbbá külső vezérlésű vagy a szervezet jelzéseit folyamatosan figyelni és analizálni képes önszabályozású hatóanyag-leadó rendszerek előállítására.

## A gyógyszergyártás irányelvei
A biztonságos gyógyszeres terápia érdekében, a nemzetközi előírások szerint a gyógyszergyártással szemben igen szigorú feltételrendszernek kell érvényesülnie. A minőségi követelményeknek megfelelő gyógyszerkészítés és gyógyszergyártás célszerűen kialakított és hatóságilag engedélyezett helyiségekben, berendezésekben, technológiával, felkészített szakszemélyzettel és olyan minőségbiztosítási rendszer alkalmazásával végezhető, ami összességében garantálja a megfelelő minőségű készítmény biztonságos és reprodukálható gyártását.
Gyógyszerek előállítása ennek megfelelően az előzetes kutatási és fejlesztési munka eredményeképpen kidolgozott technológiával, szigorú gyártási feltételek, minőség-ellenőrzés (Quality Control, QC) mellett valósulhat meg.
Gyógyszeranyagok, gyógyszerkészítmények előállítása, kezelése, ellenőrzése, forgalmazása és alkalmazása területén olyan ellenőrző rendszerek létrehozására és működtetésére volt szükség, amelyek alapján a minőség minden tekintetben biztosítható.
A nemzetközileg elfogadott „jó munkagyakorlat” irányelvei az alábbiak:
- Helyes Klinikai (gyógyszervizsgálati) Gyakorlat (Good Clinical Practice, GCP),
- Helyes Klinikai Laboratóriumi Gyakorlat (Good Clinical Laboratory Practice, GCLP),
- Helyes Laboratóriumi Gyakorlat (Good Laboratory Practice, GLP),
- Helyes (Gyógyszer) Gyártási Gyakorlat (Good Manufacturing Practice, GMP),
- Helyes Automatikus Gyártási Gyakorlat (Good Automated Manufacturing Practice (GAMP),
- Helyes Gyógyszerbiztonsági Gyakorlat (Good Pharmacovigilance Practice, GVP),
- Helyes Nagykereskedelmi Gyakorlat (Good Distribution Practice, GDP),
- Helyes Gyógyszertári Gyakorlat (Good Pharmacy Practice, GPP).

## A helyes gyógyszergyártási gyakorlat (Good Manufacturing Practice, GMP)
A Helyes Gyógyszergyártási Gyakorlat (GMP) a minőségbiztosításnak az a része, amelynek betartásával elérhető, hogy a terméket mindenkor olyan minőségi követelmények szerint gyártsák és ellenőrizzék, amelyek alkalmazása biztosítja, hogy ezek a termékek a forgalomba hozatali engedély követelményeinek eleget tegyenek és megfeleljenek arra a célra, amire szánták. Gyógyszergyártási tevékenység (ideértve a gyógyszer hatóanyagok gyártását, csomagolását, gyógyszerkészítmények gyártását, felszabadítását, minőség-ellenőrző vizsgálatát) csak a hatóság által kibocsátott, érvényes gyógyszergyártási engedély birtokában végezhető.
Jelenleg is paradigmaváltás zajlik, és a gyógyítás szemléletében, elméletében és gyakorlatában is új korszak határához értünk. A lehetőségek mellett új kihívásokat, feladatokat is jelent a technológia haladás, a nano-és biotechnológia, az automatizált és ciklikus rendszerek bevezetése és alkalmazása a gyógyításban. A bizonyítékokon alapuló orvoslás (Evidenced based medicine) mellett mindinkább terjedőben van a személyre szabott, egyéni gyógyszerhasználat (Personalized medicine) megközelítése, aminek hatására változik a beteg, az orvos és a gyógyszerész kapcsolata, szerepe, tevékenysége is.